# Ligue de Basse-Normandie de football
La Ligue de Basse-Normandie de football est un ancien organe fédéral dépendant de la Fédération française de football, créé en 1979 et disparu en 2016, chargé d'organiser les compétitions de football au niveau de l'ancienne région Basse-Normandie. 
La Ligue de Basse-Normandie fut créée par la division de la Ligue de Normandie en deux parties, qui vise à mieux faire correspondre les structures sportives avec les structures académiques de la région. En 2016, en conséquence de la réforme territoriale des régions, le ministère de la Jeunesse et des Sports impose à la FFF de calquer l'échelon des Ligues de football sur celle des nouvelles régions. C'est ainsi que renaît la Ligue de Normandie, issue de la fusion des ligues de Haute et Basse-Normandie,,.
La LFBN, qui a son siège à Caen, compte trois districts calqués sur les départements du Calvados, de la Manche et de l'Orne. Le dernier président de la Ligue fut Pierre Leresteux, de 2005 à 2016.
La principale compétition organisée par la Ligue est le championnat de Division d'honneur de Basse-Normandie qui donne le droit à son vainqueur de participer au championnat de France amateur. La Ligue s'occupe également d'organiser les premiers tours de la Coupe de France de football et de gérer le football féminin régional.

## Histoire
La ligue est réellement fondée le 8 décembre 1979, à la suite de la scission de la Ligue de Normandie, Albert Trivini est élu président d'un comité de gestion provisoire constitué le 17 décembre 1979. Le premier comité directeur est constitué au cours de l’assemblée générale du 10 juin 1980 et Albert Trivini est confirmé président de la Ligue.

## Football féminin

### Palmarès national des clubs de la Ligue
Aucun club de la ligue n'a remporté de compétition majeure en France.
Domination en Basse-Normandie depuis 1978
- Depuis 1978 : Club le mieux classé en division nationale.